# Polyporus tricholoma
Polyporus tricholoma är en svampart som beskrevs av Mont. 1837. Polyporus tricholoma ingår i släktet Polyporus och familjen Polyporaceae.   Inga underarter finns listade i Catalogue of Life.